# Taboada (San Fiz de Monfero)
Taboada es un lugar de la parroquia de San Fiz de Monfero, concello de Monfero, comarca del Eume, provincia de La Coruña, España.
- Datos: Q12400873